# Рамат-ха-Хаяль
Рама́т-ха-Хая́ль (ивр. רמת החייל‎ — «холм солдата») — северо-восточный район Тель-Авива, где сосредоточены офисы некоторых ведущих фирм в области высоких технологий.

## История
Район был создан в 1949 году и первоначально назывался «Шикун Шанхай». Он был создан для того, чтобы расселить новых репатриантов из Китая, приехавших в заключительный период гражданской войны в Китае.
В районе Рамат-ха-Хаяль расположены офисы многих израильских фирм высоких технологий, таких как Nisko, RAD Data Communications, BMC Software, Comverse Technology и Radwin. Там же расположен научно-исследовательский центр IBM. А также офис израильской телекомпании Кешет.
В 2002 году на пересечении улиц Рауля Валленберга и ХаБарзель был возведен памятник шведскому дипломату Раулю Валленбергу.
В 2009 году на улице ХаБарзель был открыт новый комплекс медицинского центра Ассута — крупнейшего в Израиле больничного комплекса, имеющего сертификацию International healthcare accreditation, что позволяет центру практиковать медицинский туризм. В комплексе имеется 16 операционных залов, лекционный зал, аптека, комната отдыха, бизнес-коммуникационный центр, дом молитвы для всех конфессий, гостиничные номера (в том числе семейные), предоставляется доступ к беспроводному Интернету (WiFi).

## Климат
Климат средиземноморский. Зима тёплая и дождливая (средняя температура января — самого холодного месяца — +13,3). Снег исключительно редок, последний снегопад наблюдался в феврале 1950 года. Лето длительное и жаркое. Самый тёплый месяц — август, его средняя температура +27,0. Все осадки идут в период с сентября по май.
| Показатель                     | Янв. | Фев. | Март | Апр. | Май | Июнь | Июль | Авг. | Сен. | Окт. | Нояб. | Дек. | Год |
| ------------------------------ | ---- | ---- | ---- | ---- | --- | ---- | ---- | ---- | ---- | ---- | ----- | ---- | --- |
| Средний максимум, °C           | 18   | 18   | 19   | 23   | 25  | 28   | 29   | 30   | 29   | 27   | 23    | 19   | 24  |
| Средний минимум, °C            | 10   | 10   | 12   | 14   | 17  | 21   | 23   | 24   | 23   | 19   | 15    | 11   | 17  |
| Норма осадков, мм              | 127  | 90   | 61   | 18   | 2   | 0    | 0    | 0    | 1    | 26   | 79    | 126  | 530 |
| Источник: Туристический портал |      |      |      |      |     |      |      |      |      |      |       |      |     |

## Галерея

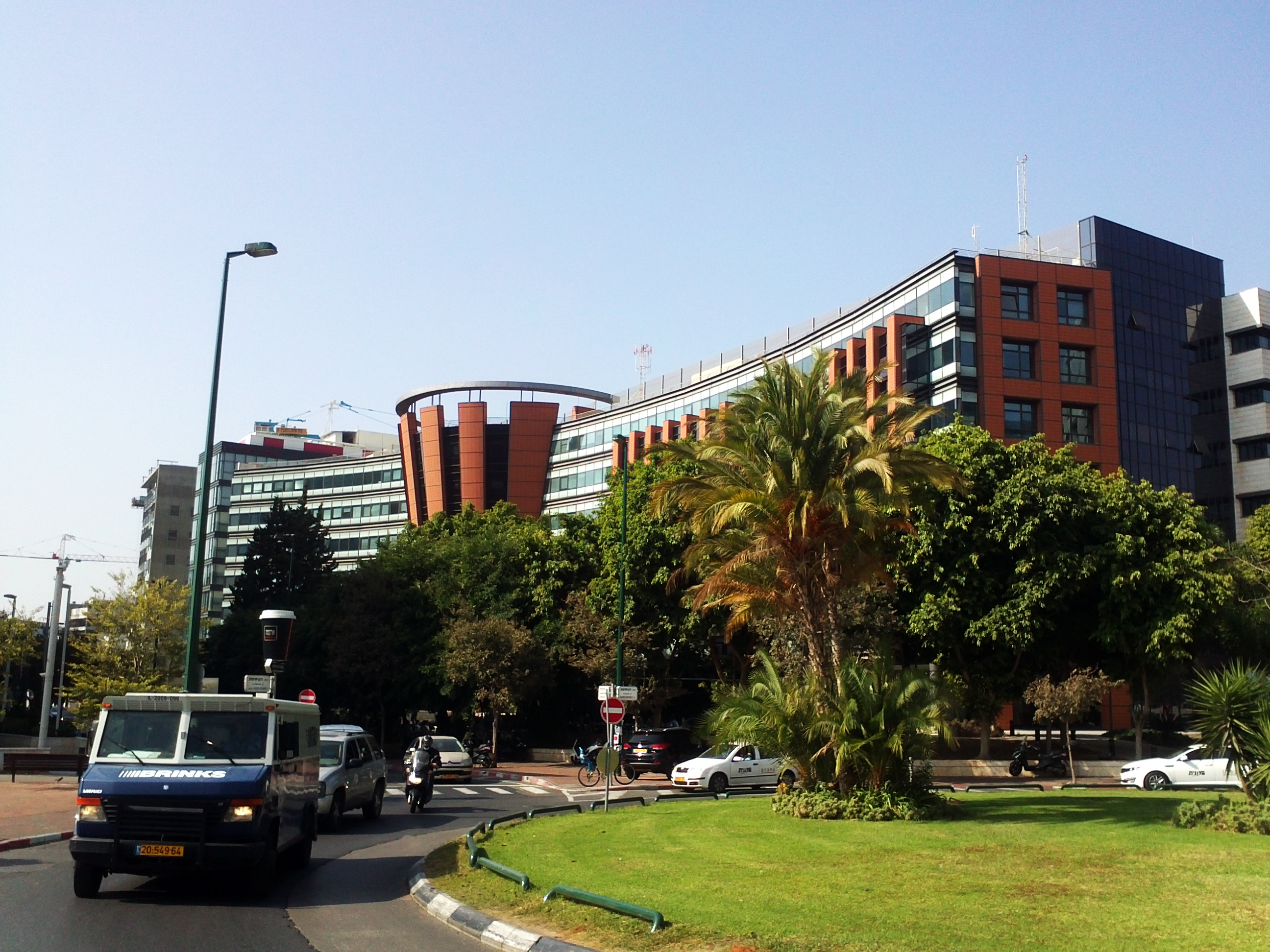
Ул. ХаБарзель
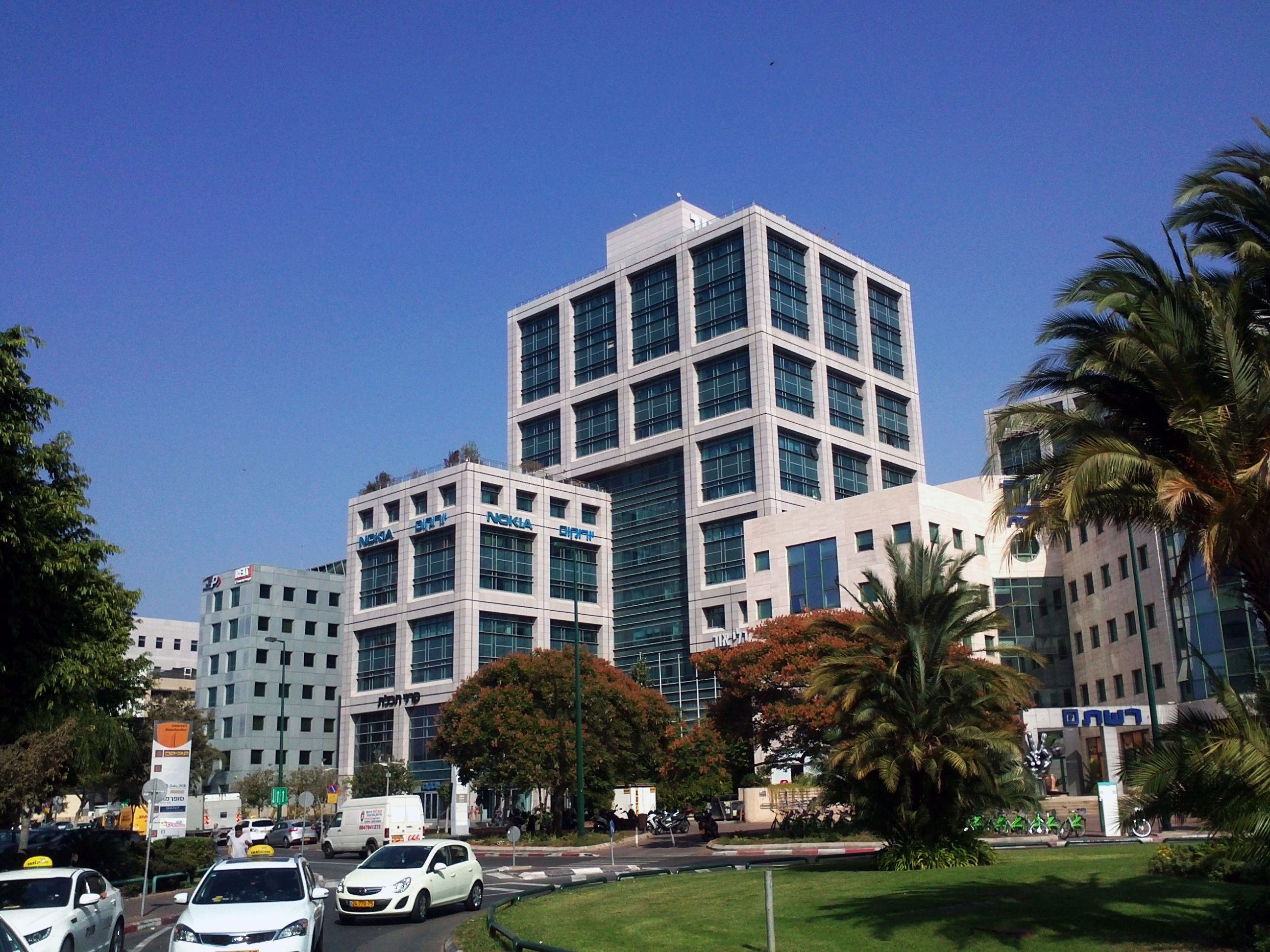
Здание Nokia
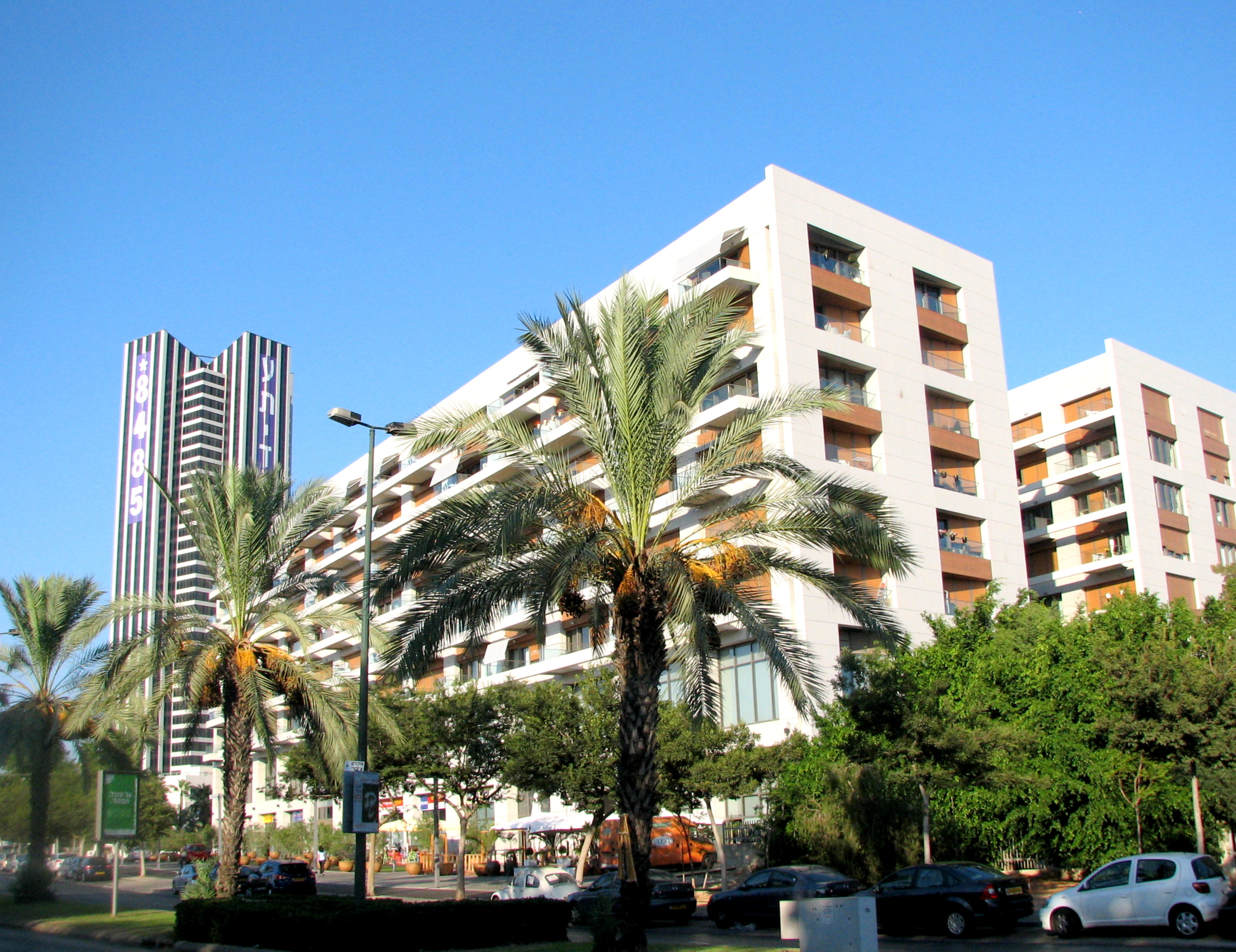
Ул. Валленберг
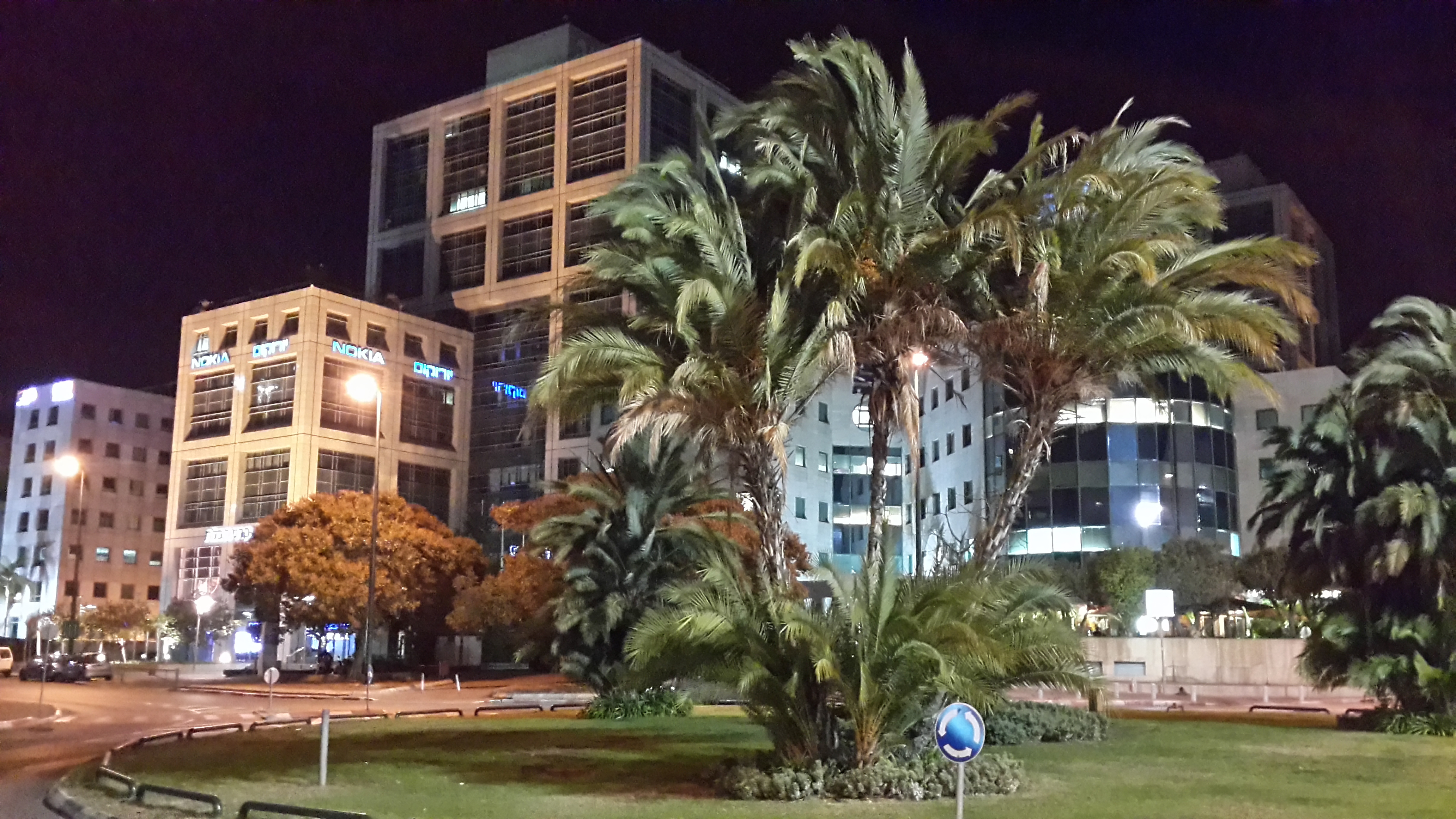
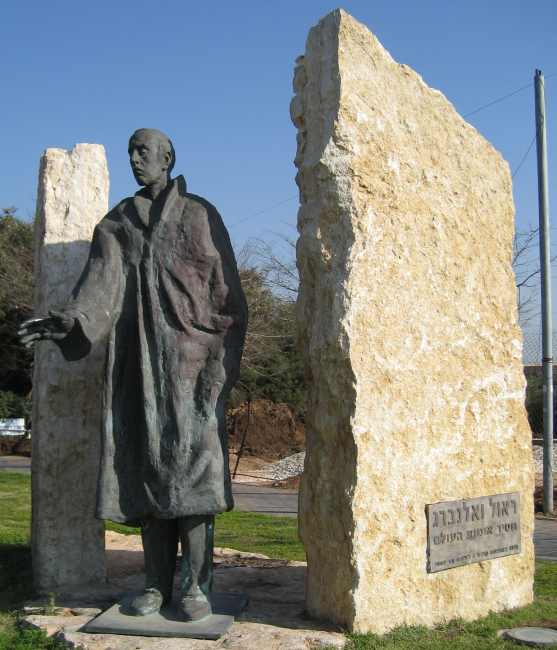
Памятник Раулю Валленбергу, Рамат-ха-Хаяль
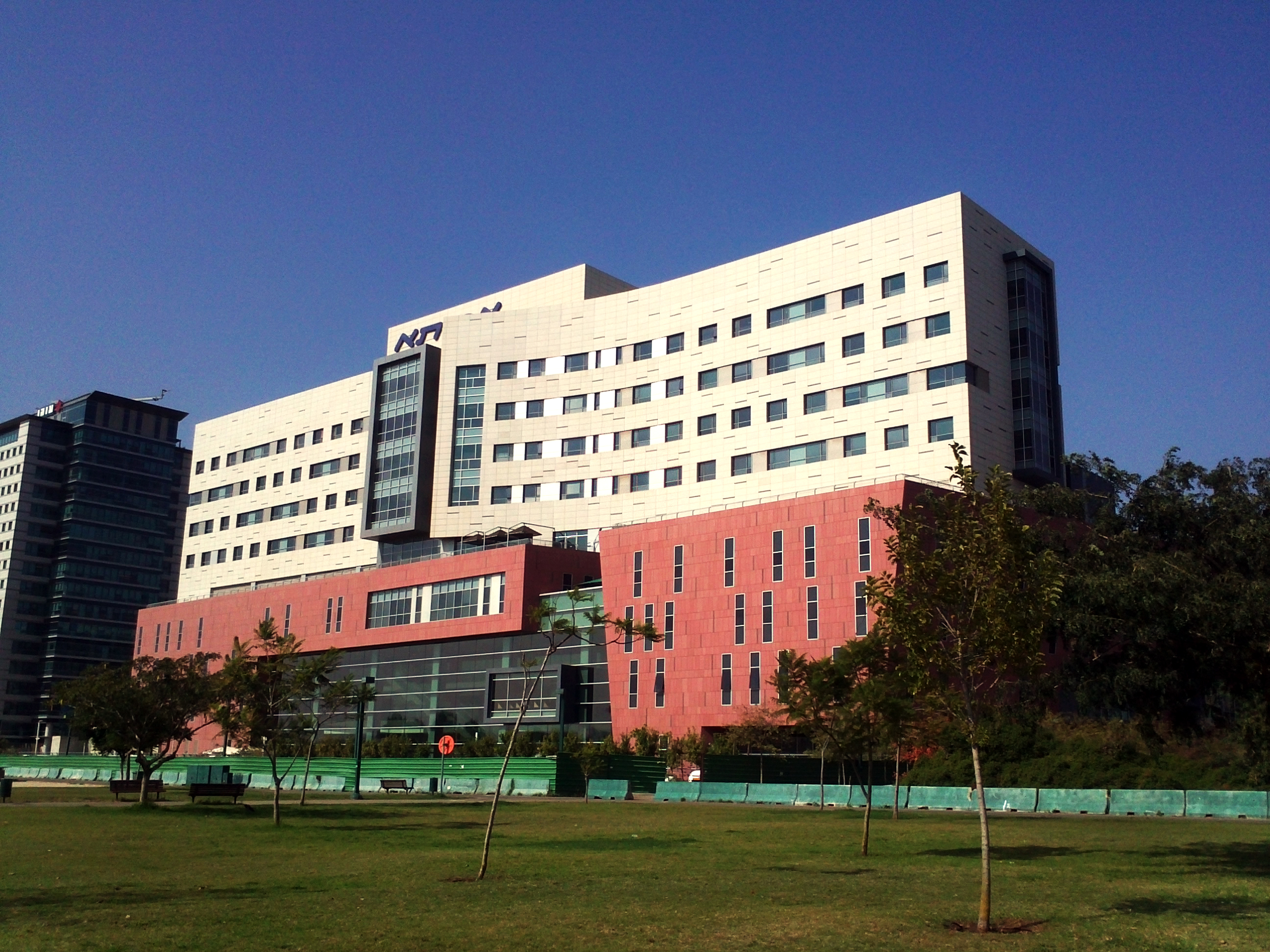
Новое здание больницы Ассута